# Heteronyx tenebrosus
Heteronyx tenebrosus är en skalbaggsart som beskrevs av Blackburn 1909. Heteronyx tenebrosus ingår i släktet Heteronyx och familjen Melolonthidae. Inga underarter finns listade i Catalogue of Life.